# Freddie Welsh
 (juillet 2025).
Freddie Welsh, de son vrai nom Frederick Hall Thomas, est un boxeur britannique né le 5 mars 1886 à Pontypridd, Pays de Galles, et mort le 29 juillet 1927.

## Carrière
Il devient champion du monde des poids légers le 7 juillet 1914 en battant aux points en 20 rounds l'américain Willie Ritchie. Welsh conserve sa ceinture 11 fois les 3 années suivantes avant d’être battu au 9e round par Benny Leonard le 28 mai 1917.

## Distinction
- Freddie Welsh est membre de l'International Boxing Hall of Fame depuis 1997.